# Rhopalomyia millefolii
Rhopalomyia millefolii är en tvåvingeart som först beskrevs av Friedrich Hermann Loew 1850.  Rhopalomyia millefolii ingår i släktet Rhopalomyia och familjen gallmyggor. Inga underarter finns listade i Catalogue of Life.